# Дрена (місто)
Дрена (італ. Drena, вен. Drena) — муніципалітет в Італії, у регіоні Трентіно-Альто-Адідже, провінція Тренто.
Дрена розташована на відстані близько 470 км на північ від Рима, 17 км на південний захід від Тренто.
Населення — 550 осіб (2014).
Щорічний фестиваль відбувається 11 листопада. Покровитель — Святий Мартин (San Martino).

## Демографія
Населення за роками:

Станом на 1 січня 2023 року в муніципалітеті офіційно проживав 41 іноземець з 16 країн, серед них 27 громадян країн Євросоюзу та 2 громадяни України.

## Сусідні муніципалітети
- Арко
- Каведіне
- Дро
- Вілла-Лагарина